# Rehungen

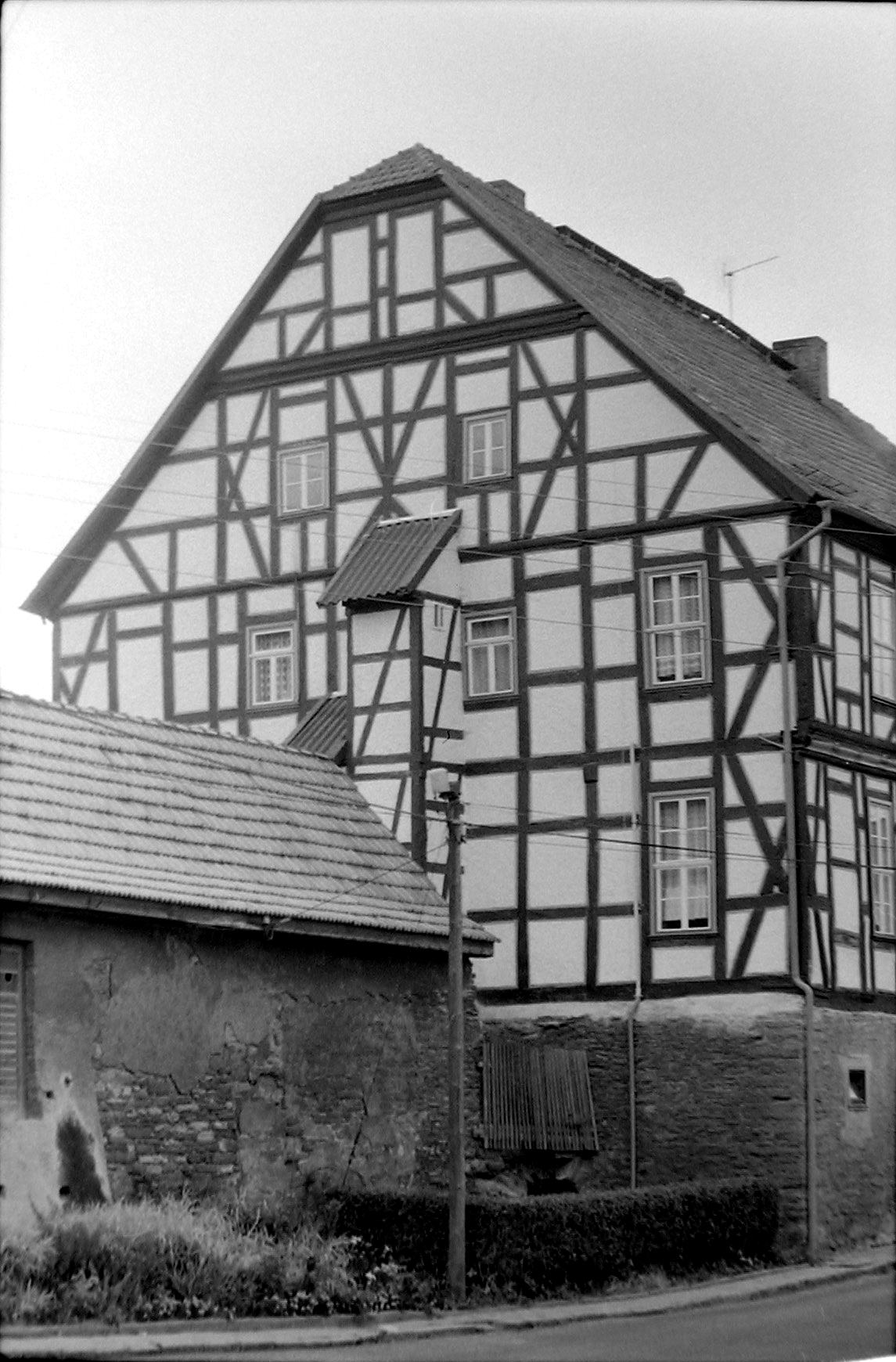
Das ehemalige Gutshaus

Rehungen ist ein Ortsteil der Gemeinde Sollstedt im Landkreis Nordhausen in Thüringen.

## Geografie
Rehungen liegt am Fuße des Höhenzuges Dün unterhalb des Kriegsberges (485 m). Dieser bildet zusammen mit der nach Osten anschließenden Hainleite den Nordrand des Thüringer Beckens. Am südlichen Ortsrand entspringt der Rehunger Bach. Er fließt unmittelbar westlich am Dorf vorbei und mündet in Wülfingerode in die Wipper.

## Geschichte
1359 wurde Rehungen erstmals urkundlich erwähnt. Etwa einen Kilometer südlich des Dorfes auf dem Bergsporn „Schönberg“ gibt es noch Reste einer mittelalterlichen Wallanlage, in die eine Burg gebaut worden war. Aus dem 12. Jahrhundert wurden Keramikreste gefunden. Mit der Burg sicherte man die Altstraße über den Dün in Richtung der Stadt Mühlhausen/Thüringen.
Am Ende des 19. Jahrhunderts begann die Suche nach Kalisalzlagerstätten in der Region, es folgte die Errichtung einer Grube, die über Jahrzehnte zum Arbeitsplatz für zahlreiche Einwohner der Gemeinde wurde. Im Umfeld der Grube entstanden Gleisanlagen zum Abtransport der geförderten Rohstoffe. An diese Zeit erinnern auch Schlägel und Eisen als Bergbausymbol im Gemeindewappen.
Vom 9. April 1993 bis zum 3. Juni 1996 war der Ort Mitglied der Verwaltungsgemeinschaft Eichsfelder Pforte. Die Gemeinderäte Rehungens und Sollstedts stimmten mit großer Mehrheit der Eingliederung der Gemeinde Rehungen in die Gemeinde Sollstedt zu, die am 1. Januar 2009 erfolgte. Bereits zuvor war Sollstedt erfüllende Gemeinde für Rehungen.

## Sehenswürdigkeiten
- Der ehemalige Komturhof Utterode war Eigentum des Templerordens.
- Die zum Kirchenkreis Südharz gehörende Dorfkirche Rehungen wurde im Jahr 1776 in Fachwerkbauweise errichtet. Sie erhielt 2007 zwei neue Glocken.
- Mahnmal: Seit 1959 erinnert ein Gedenkstein auf dem Ortsfriedhof an sieben von SS-Männern ermordete KZ-Häftlinge des KZ-Außenkommandos Dora-Mittelbau, die zusammen mit ihren 400 Leidensgefährten im Kalischacht Neusollstedt unter mörderischen Lebens- und Arbeitsbedingungen Zwangsarbeit für die Rüstungsvorhaben des Regimes verrichten mussten. Ein auf dem Gelände des ehemaligen Kaliwerkes in der  DDR-Zeit errichteter Gedenkstein für den ermordeten KPD-Landtagsabgeordneten Albert Kuntz wurde inzwischen entfernt.[5]

## Persönlichkeiten
- Helmut Beyer, Jurist und Richter am Bundesgerichtshof (1953–1975)